# Heilung
Heilung – zespół neofolkowy powstały w 2014 roku, w którego skład wchodzą członkowie z Danii, Norwegii i Niemiec. Ich muzyka opiera się na tekstach i inskrypcjach runicznych ludów germańskich z epoki żelaza i wikingów. Sama grupa określa swój gatunek terminem „amplified history”. Heilung jest tłumaczone z niemieckiego jako „uzdrowienie”.

## Historia
Zespół został założony w 2014 roku w Kopenhadze przez wokalistę Kaia Uwe Fausta (niemieckiego tatuażystę specjalizującego się w tatuażach staronordyckich) i duńskiego producenta Christophera Juula. Juul, który prowadził własne studio nagraniowe Lava w Kopenhadze od 2003 roku, podziwiał wizualną pracę Fausta jako tatuażysty, więc dobili targu: Faust zaoferował Juulowi kilka darmowych tatuaży w zamian za pomoc w nagraniu kilku wierszy. W ten sposób powstał Heilung.
Później w 2015 roku Maria Franz (wieloletnia dziewczyna Juula i wokalistka prog rockowego/pop-rockowego zespołu Euzen, w którym Juul grał także na pianinie) rozpoczęła współpracę z Heilung – początkowo jako wokalistka sesyjna. W 2015 roku zespół samodzielnie wydał swój debiutancki album Ofnir, a wkrótce potem Maria Franz została trzecim oficjalnym członkiem zespołu.
Pierwsze występy zespołu w 2017 roku miały miejsce na Castlefest i Midgardsblot Metalfestival. Występ na Castlefest został nagrany i wydany pod tytułem Lifa na YouTube oraz jako album koncertowy. Występ na Midgardsblot w 2017 roku został wymieniony przez Metal Hammer jako jeden z dziesięciu najlepszych występów 2017 roku. Jeszcze w tym samym roku zespół podpisał kontrakt z wytwórnią Season of Mist.
20 kwietnia 2018 roku ukazała się reedycja dwóch albumów Ofnir i Lifa, wcześniej wydanych samodzielnie, na winylu i CD.
Zespół skomponował ścieżkę dźwiękową do gry Senua’s Saga: Hellblade II. Fragmenty muzyki Heilung zostały wykorzystane w szóstym sezonie serialu telewizyjnego Wikingowie.
19 sierpnia 2022 roku Heilung wydał swój trzeci album studyjny Drif za pośrednictwem wytwórni Season of Mist. Album osiągnął odpowiednio 9. i 25. miejsce na niemieckiej i austriackiej liście przebojów.

## Styl
Według Fausta nazwa grupy, „Heilung”, co po niemiecku oznacza „uzdrowienie”, mówi coś o stylu zespołu: „Słuchacz ma być zrelaksowany i odprężony po magicznej, czasem burzliwej podróży muzycznej”. Nagrania zespołu nie ograniczają się do muzyki, ale zawierają również poezję i słowo mówione.
Nawiązania do wczesnych epok cywilizacji europejskiej pojawiają się także poprzez wykorzystanie tekstów pochodzących z danych artefaktów lub poematów historycznych. Używane języki są zróżnicowane: niemiecki, angielski, gocki, staro-wysoko-niemiecki, islandzki, łacina, staroangielski, pranordyjski, pragermański i staronordycki z epoki wikingów.
Jako narzędzia wykorzystywane są przedmioty, które mogły być dostępne dla człowieka już w epoce żelaza, takie jak bębny, kości czy włócznie. Według wywiadu z sierpnia 2018 roku, stosowane instrumenty to:
- bębny, w tym jeden ze skóry konia pomalowanej ludzką krwią, dwa bębny ze skóry jelenia i bęben z koziej skóry
- kości, w tym ludzka kość przedramienia i kości jelenia
- grzechotka z bawolego rogu
- gliniana grzechotka z ludzkimi prochami
- hinduski dzwon rytualny
- antyki ze świątyń
- zrekonstruowany srebrny puchar z epoki wikingów
- rawanastron (starożytny instrument wywodzący się z Indii i Sri Lanki)
- inne grzechotki, gwizdki i instrumenty perkusyjne

Gardłowy śpiew Fausta przypomina styl tybetański lub mongolski. Juul używa ćwierkającego szeptu jako wokalu.
Na scenie członkowie zespołu noszą misternie zaprojektowane kostiumy. Są one częściowo oparte na „duchowych tradycjach ludów okołobiegunowych Eurazji” lub stanowią historycznie poprawne reprodukcje nordyckich ubrań z epoki brązu.

## Skład

### Obecny skład
- Kai Uwe Faust – wokal (od 2014)
- Christopher Juul – muzyka, produkcja (od 2014)
- Maria Franz – wokal (od 2015)

### Muzycy sesyjni/objazdowi
- Jacob Lund (od 2017)
- Nicolas Schipper (od 2021)
- Annicke Shireen (od 2018)
- Mira Ceti (od 2021)
- Emilie Lorentzen (2018–2022)
- Juan Pino (2017–2018)
- Alex Opazo (2017–2022)
- Jonas Lorentzen (2017–2018)

### Grupa pokazowa („Heilung Warriors Europe”)
- Pan Bartkowiak (od 2017)
- Faber Horbach (2017–2022)
- Leon Remie (2017)
- Marijn Sies (od 2017)
- Ruben Terlouw (od 2017)
- Jens de Vries (2017–2022)
- Gwydion Zomer (od 2017)
- Martin Skou (od 2018)
- Martin Kufahl (od 2018)
- Emilie Lorentzen (2018)
- Mira Ceti (2019)
- Jarasol (od 2019)
- Sami (od 2019)
- Obban (od 2019)
- Edward Boyter (od 2019)
- Nadja Kalameiets (od 2019)
- Janne van Ooij (od 2019)
- Adélie (od 2022)
- Chloe Bakker (od 2022)
- Mitchell Bosch (od 2022)
- Luca Borsoti (od 2022)
- Jeff Coyard (od 2022)
- Kristian (od 2022)
- Katalin Papp (od 2022)
- Steven Pilon (od 2022)
- Annet Postma (od 2022)
- Nina Schilp (od 2022)
- Rowan Schuddeboom (od 2022)

### Grupa pokazowa („Heilung Warriors USA”)
- Alex Chabot (od 2020)
- Danny Davies (2020)
- William Johnson (2020)

## Dyskografia

### Albumy studyjne
- Ofnir (2015, samopublikacja)
- Ofnir (2018, Season of Mist) (reedycja)
- Futha (2019, Season of Mist)
- Drif (2022, Season of Mist)

### Albumy koncertowe
- Lifa (2017, Season of Mist)

## Wyróżnienia
W 2018 roku zespół był nominowany do nagrody Metal Hammer Golden Gods Award w kategorii najlepszy zespół undergroundowy.